# David Meriwether (senator)

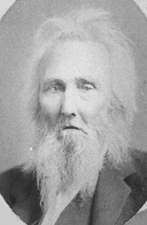
David Meriwether

David Meriwether, född 30 oktober 1800 i Louisa County, Virginia, död 4 april 1893 nära Louisville, Kentucky, var en amerikansk demokratisk politiker. Han representerade delstaten Kentucky i USA:s senat från 6 juli till 31 augusti 1852. Han var guvernör i New Mexico-territoriet 1853–1855.
Meriwether var verksam inom pälshandeln och jordbrukssektorn. Han studerade sedan juridik och inledde sin karriär som advokat i Kentucky. Han kandiderade 1846 utan framgång till USA:s representanthus. Han var delstatens statssekreterare (Secretary of State of Kentucky) 1851–1852.
Senator Henry Clay avled 1852 i ämbetet och Meriwether blev utnämnd till senaten. Han efterträddes senare samma år av Archibald Dixon. Franklin Pierce utnämnde 1853 Meriwether till guvernör i New Mexicoterritoriet. Meriwether återvände 1855 till Kentucky. Han avled 1893 och gravsattes på Cave Hill Cemetery i Louisville.